# الین اوسیه
الین اوسیه (دانمارکی: Ellen Osiier; ۱۳ اوت ۱۸۹۰ – ۶ سپتامبر ۱۹۶۲) شمشیرباز اهل دانمارک بود.